# Damastes nigrichelis
Damastes nigrichelis är en spindelart som först beskrevs av Embrik Strand 1907.  Damastes nigrichelis ingår i släktet Damastes och familjen jättekrabbspindlar.
Artens utbredningsområde är Moçambique. Inga underarter finns listade i Catalogue of Life.